# Cyperus derreilema
Cyperus derreilema är en halvgräsart som beskrevs av Ernst Gottlieb von Steudel. Cyperus derreilema ingår i släktet papyrusar, och familjen halvgräs. Inga underarter finns listade i Catalogue of Life.